# Starrtjärnen (Degerfors socken, Västerbotten)
Starrtjärnen är en sjö i Vindelns kommun i Västerbotten och ingår i Umeälvens huvudavrinningsområde. Sjön har en area på 0,036 kvadratkilometer och ligger 218,1 meter över havet.

## Delavrinningsområde
Starrtjärnen ingår i det delavrinningsområde (716500-167021) som SMHI kallar för Namn saknas. Medelhöjden är 220 meter över havet och ytan är 3,89 kvadratkilometer. Räknas de 70 avrinningsområdena uppströms in blir den ackumulerade arean 772,67 kvadratkilometer. Åman som avvattnar avrinningsområdet har biflödesordning 3, vilket innebär att vattnet flödar genom totalt 3 vattendrag innan det når havet efter 142 kilometer. Avrinningsområdet består mestadels av skog (85 procent). Avrinningsområdet har 0,19 kvadratkilometer vattenytor vilket ger det en sjöprocent på 4,8 procent. Bebyggelsen i området täcker en yta av 0,09 kvadratkilometer eller 2 procent av avrinningsområdet.